# ポジャレヴァツ
ポジャレヴァツ（セルビア語:Пожаревац）は、セルビアの都市。首都ベオグラードから約70キロ離れている。人口は約4万2千人（2002年）。
1718年、この地で墺土戦争の協定であるパッサロヴィッツ条約（パッサロヴィッツはドイツ語での呼称）が結ばれ、オーストリア・ハプスブルク家がオスマン帝国の領土を奪って版図を東方へ拡大させた。
街にはセルビアで2番目に古い（最古はベオグラード）国立博物館がある。郊外には古代ローマ帝国の都市遺跡（Viminacium）がある。

## 主な出身者
- スロボダン・ミロシェヴィッチ（セルビアの元大統領、コソヴォ虐殺で「人道に対する罪」を問われる）
- サシャ・イリッチ
- ミレナ・パヴロヴィッチ＝バリリ（セルビアの女性画家）

## 姉妹都市
- ビトラ、北マケドニア共和国(1976年)
- ヨアニナ、ギリシャ共和国(1993年)
- ヴォロコラムスク、ロシア連邦(2013年)